# Pandjara

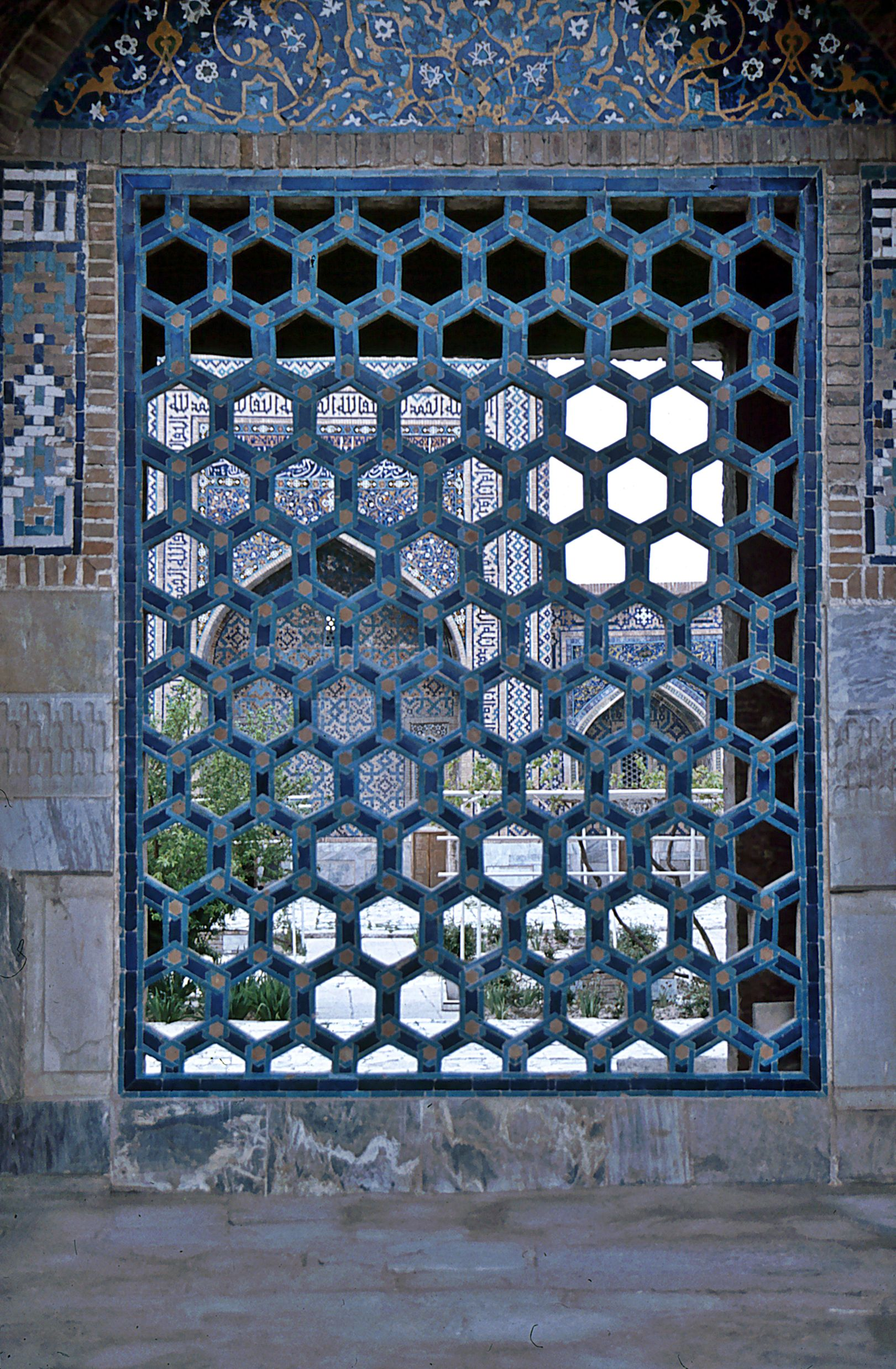
Pandjara de la médersa d'Ulugh Beg de Samarcande

Le pandjara (persan= پنجره, fenêtre ; tadjik= pantchara) est un treillis de fenêtre à motifs, dans les pays de l'Asie centrale médiévale. Il sert à ventiler une pièce et à laisser pénétrer la lumière naturelle indirecte. Il est généralement fait de bois, mais parfois aussi de pierre, de lœss, de gypse, d'argile. Il peut être utilisé en façade ou pour clôturer un balcon ou une terrasse. Dans les motifs ajourés sont parfois insérés des verres colorés. Ils sont caractéristiques de l'époque timouride en Ouzbékistan. On les retrouve aussi en Inde, en Azerbaïdjan notamment.  